# Angelo (Film)
Angelo ist ein Historienfilm von Markus Schleinzer, der am 8. September 2018 im Rahmen des Toronto International Film Festivals seine Weltpremiere feierte und Ende des Monats beim Festivals Internacional de Cine de San Sebastián gezeigt wurde. Der österreichische Kinostart erfolgte am 9. November 2018. Die österreichisch-luxemburgische Koproduktion orientiert sich an der Biografie des nach Wien verschleppten Afrikaners Angelo Soliman.

## Handlung
Zu Beginn des 18. Jahrhunderts wird ein Junge mit Gewalt aus seiner Heimat mitten in Afrika nach Europa geholt. Er wird von einer Comtesse von einem Sklavenboot geholt, die ihn aufnimmt und ihn als „Paradiesvogel“ für ihren goldenen Käfig aussucht, ihn erzieht, ihm Sprache und Musik beibringt, Zugang zu Bildung verschafft und ihn auf das Leben im Adel vorbereitet. Dennoch bleibt der Junge, der christlich getauft wird und sich den Namen Angelo gibt, zeit seines Lebens unter den Weißen ein Außenseiter.

## Biografisches

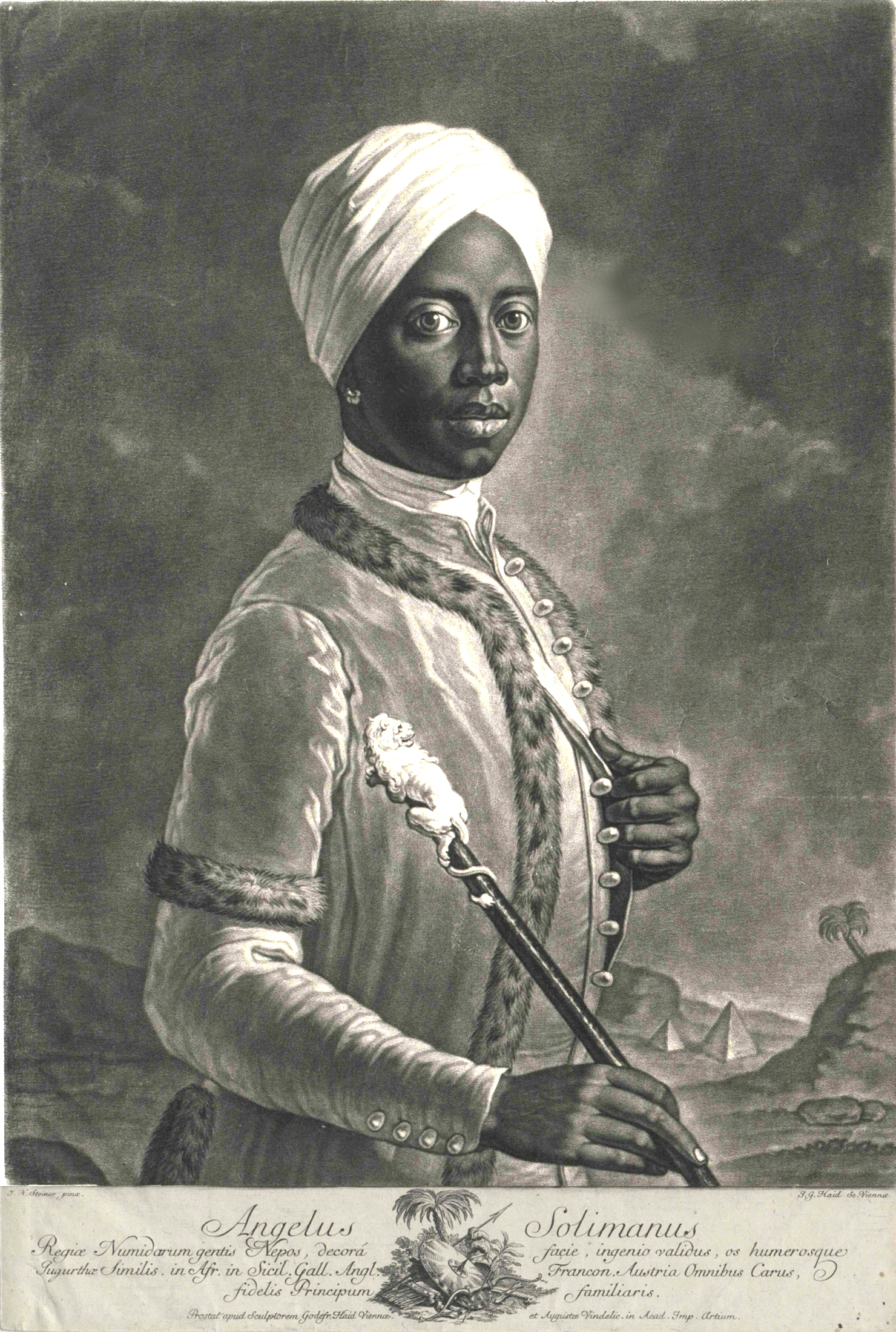
Angelo Soliman wurde als Kind nach Europa verschleppt

Der Film orientiert sich an der Biografie des nach Wien verschleppten Angelo Soliman. Mmadi-Make, so sein richtiger Name, stammte vermutlich aus dem Volk der Kanuri im Nordosten Nigerias und dessen Stamm der Magumi Kanuri. Nachdem sein Stamm bei einer kriegerischen Auseinandersetzung getötet wurde, fiel er in die Hände der Sieger, die ihn gegen ein Pferd an Europäer eintauschten. Erst lebte er weiter in deren Kolonie und erhielt den Namen André.
Im Alter von zehn Jahren wurde der Junge mit dem Schiff nach Messina gebracht, wo er für eine Marquise als Geschenk gekauft wurde, die für seine Erziehung sorgte. Später wurde er auf den Namen Angelo getauft und feierte diesen Tag seitdem als seinen Geburtstag. Nachdem er als Kammermohr (Kammerdiener), Soldat und Reisebegleiter des Fürsten Johann Georg Christian von Lobkowitz tätig gewesen war, wurde er nach dessen Tod Chef der Dienerschaft von Fürst Wenzel von Liechtenstein.
Als Soliman ohne Wissen des Fürsten im Februar 1768 Magdalena, geborene von Kellermann, verwitwete Christiani heiratete, entließ er ihn fristlos. Nachdem im Dezember 1772 ihre gemeinsame Tochter Josephine geboren worden war, stellte ihn der neue Fürst, Franz Josef von Liechtenstein, wieder als Prinzenerzieher ein. Später wurde er Mitglied der Freimaurerloge Zur wahren Eintracht in Wien und begann eine Freundschaft mit dem ungarischen Nationaldichter Ferenc Kazinczy zu pflegen.

## Produktion
„Im Grunde war Angelo ein Schauspieler, […] wenn man der ersten Biografin Glauben schenken darf, die sich 60 Jahre nach seinem Tod über dessen Lebensgeschichte gewagt hat, dann hat er selbst sehr viel zu den Märchen, die sich um ihn ranken, beigetragen.“

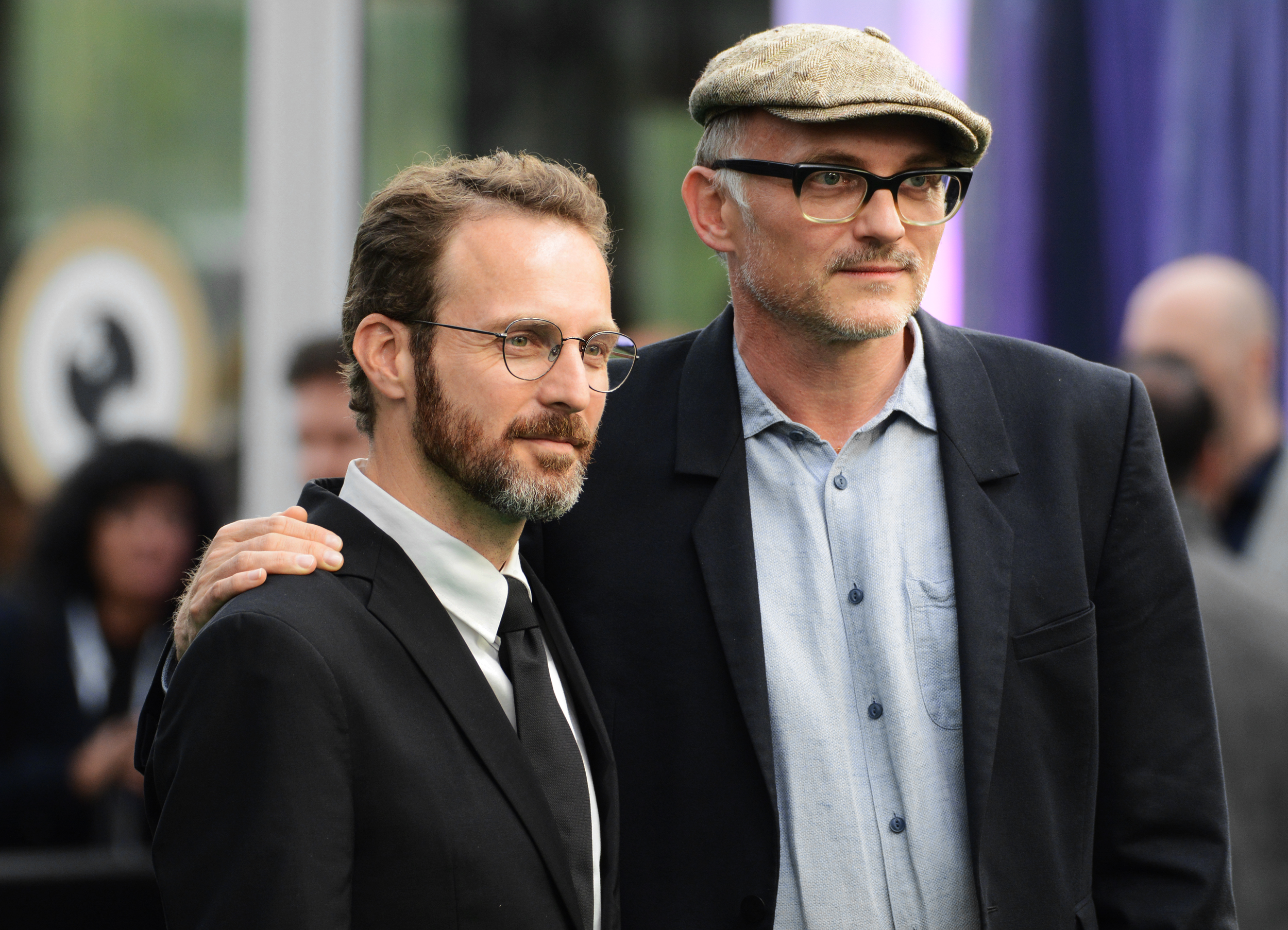
Gerald Kerkletz und Markus Schleinzer präsentieren am 2. Oktober 2018 Angelo beim 14. Zurich Film Festival

Regie führte Markus Schleinzer, der gemeinsam mit Alexander Brom auch das Drehbuch schrieb. Das Filmprojekt wurde vom Österreichischen Filminstitut mit 790.000 Euro gefördert und erhielt zudem eine Verleihförderung in Höhe von 40.000 Euro. Zudem wurde das Projekt vom Filmfonds Wien gefördert. Weitere Förderungen kamen vom Film Fund Luxembourg, von FISA, von Kultur Niederösterreich und aus Mitteln des ORF Film/Fernsehabkommens. Als Produzenten fungierten Franz Novotny, Alexander Glehr, Bady Minck und Alexander Dumreicher-Ivanceanu.
Über das Schicksal des zwangseuropäisierten Afrikaners Angelo Soliman sagte Schleinzer, dieser sei ihm als mythologische Stadtfigur, vergleichbar mit dem Lieben Augustin, bekannt gewesen. In seiner Recherche habe sich herausgestellt, dass sich das, was er über ihn zu wissen glaubte, in keiner Weise belegen ließ: „Das beginnt bei falsch behaupteten Dienstverhältnissen über romantisierende Anekdoten bis hin zu seinem Ende als Präparat im Kaiserlichen Naturalienkabinett. Es zeigt, welche Transformation dieser Mensch erlebt hat und wie verschiedenartig er in den unterschiedlichsten Köpfen existiert.“
Der Film ist in drei Kapitel unterteilt. Zu Beginn ist die Ankunft der Sklaven zu sehen, wobei die Marquise auf einen jungen Afrikaner aufmerksam wird, den sie im westlichen Stile erzieht und auf den Namen Angelo tauft. Im zweiten Kapitel ist Angelo bereits erwachsen und verdingt sich beim Prinzen als Unterhalter und beim Kaiser als Konversationspartner. Als Angelo ohne das Wissen seines Herrn Magdalena heiratet, wird er zur Strafe in die Freiheit entlassen. Im dritten Kapitel ist ein gealterter Angelo zu sehen, der letztlich ausgestopft als naturkundliches Objekt im Museum endet.
Schleinzer ist nicht der erste österreichische Filmemacher, der sich für diese Figur interessiert hat. Bereits Michael Glawogger und Harald Sicheritz widmeten sich in ihren Filmen Angelo Soliman. Heute, wo Menschen freiwillig nach Europa kommen, finden wir das weniger interessant, so Schleinzer, und es habe ihn sehr gereizt, in diesem Kontext die Idee von Heimat, Identität, Zugehörigkeit, Fremdheit zu beleuchten.

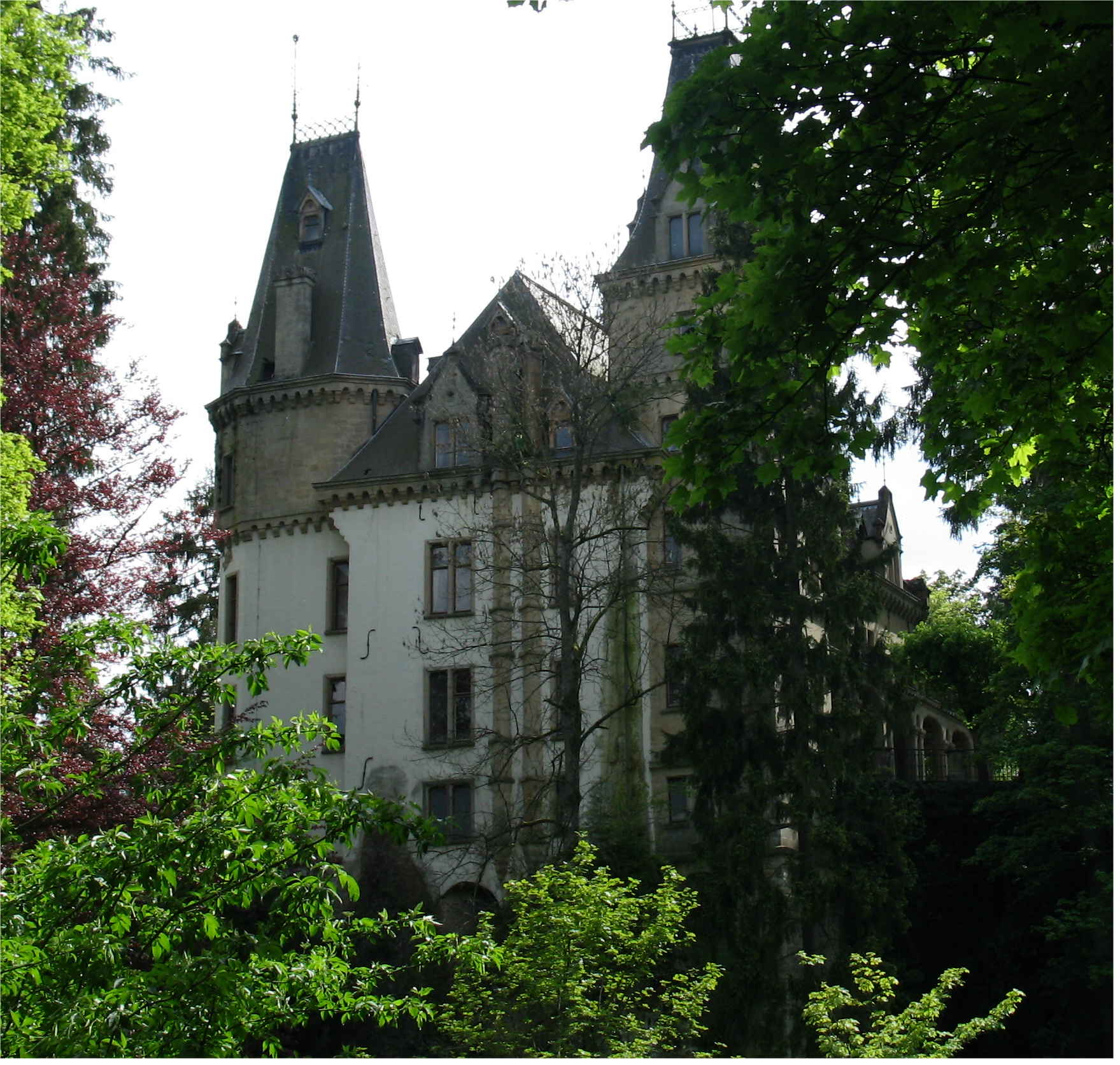
In Luxemburg drehte man im Château Meysembourg

Die Dreharbeiten wurden im Dezember 2016 begonnen. Die Aufnahmen entstanden zu gut 60 Prozent in Luxemburg und seiner Umgebung, in Frankreich, in Belgien, in Österreich und in Ungarn. In Luxemburg drehte man im Château Meysembourg. Das Kernstück war ein Palast in Luxemburg, der als schwarzes, innen von Flammen getöntes Palais gestaltet wurde und im Zuge der Handlung zum Großteil niedergebrannt aussehen musste. In Frankreich drehte man in einer mittelalterlichen Kirche in Sillegny im Norden des Landes. Die Eröffnungsszene des Films, in der Boote mit den Kindern an den Küsten Europas ankommen, entstand in Belgien. In Österreich drehte man in einer ehemaligen Sargfabrik des Kulturzentrums F23 in Liesing. Am 16. April 2017 wurden die Dreharbeiten beendet. Als Kameramann fungierte Gerald Kerkletz, der in dieser Funktion mit Schleinzer bereits für dessen Spielfilmdebüt Michael zusammenarbeitete. Für das Kostümbild zeichnete Tanja Hausner verantwortlich, für den Ton Philippe Kohn, für das Szenenbild Martin Reiter und Andreas Sobotka und für das Casting Lisa Oláh.
Am 8. September 2018 wurde der Film im Rahmen des Toronto International Film Festivals erstmals gezeigt, wurde im weiteren Verlauf des Monats beim Festivals Internacional de Cine de San Sebastián vorgestellt, hiernach beim Zurich Film Festival in der Sektion „Fokus Schweiz, Deutschland, Österreich“ und kam am 9. November 2018 in die österreichischen Kinos. Bereits im Oktober 2018 wurde er im Rahmen der Viennale gezeigt. Im November 2018 erfolgte eine Vorstellung beim Internationalen Filmfestival Thessaloniki in der Sektion Open Horizons. Anfang Juli 2019 wurde er beim Filmfest München im Wettbewerb CineVision gezeigt. Im August 2019 wurde er beim Melbourne International Film Festival vorgestellt. Ein Kinostart in Deutschland erfolgte am 28. November 2019. Der Film wird in Deutschland zudem auf der Plattform von Grandfilm bei Vimeo angeboten.

## Rezeption

### Kritiken
In einer Kritik der APA heißt es, mit Angelo, der letztlich ausgestopft als naturkundliches Objekt im Museum ende, schließe sich der Bogen wieder, wenn das Menschsein wieder negiert wird. Markus Schleinzer setze dabei weniger auf Narration denn Impression: „Tableaus der Einsamkeit rahmen wie Installationen den Exkurs über das Anderssein, die Isolation in einer Gesellschaft.“ Optisch erinnere der Film an Rembrandt-Gemälde oder einen frühen Waldmüller, und an gezielt gesetzten Stellen breche Schleinzer die Historienerzählung zugleich und referiere auf die Gegenwart.
Karl Gedlicka vom Standard erklärt, die Biografie, die in die Epoche der Aufklärung, der Vermessung der Welt, fällt, liefere nur die Eckpunkte, zwischen denen der Regisseur seinen klug gebauten Film aufspanne und kulturelle Deutungsmuster in den Vordergrund rücke: „Sein späteres Leben als Freimaurer oder als Familienvater beschert ihm [Angelo] zumindest Momente einer selbstbestimmten, wenn auch entwurzelten Existenz. Nach dem Tod eine letzte Vereinnahmung: Angelos Leichnam wird präpariert und als Schauobjekt mit Kopfschmuck in einer Vitrine im Museum ausgestellt. Eine groteske Manifestation der Figur des ‘edlen Wilden’ bekommt bis zu einem alles verzehrenden Feuer nochmals die Oberhand. Dass die dahinterstehenden Deutungsmuster auch unseren heutigen Blick auf das Fremde mitbestimmen, daran lässt Schleinzers Angelo keinen Zweifel.“

### Einsatz im Schulunterricht
Das Onlineportal kinofenster.de empfiehlt den Film für die Unterrichtsfächer Geschichte, Politik, Ethik und Kunst und bietet Materialien für den Unterricht. Dort schreibt Susanne Kim, der Film biete eine inhaltlich wie visuell komplexe Grundlage, um im Gesellschaftskunde- aber auch im Kunstunterricht über Projektionen, Authentizität, Identität und Selbstinszenierung nachzudenken.

### Auszeichnungen
Diagonale 2019
- Nominierung für den Thomas-Pluch-Drehbuchpreis (Hauptpreis und Spezialpreis der Jury; Markus Schleinzer und Alexander Brom)
- Auszeichnung für das Beste Sounddesign (Pia Dumont)
- Auszeichnung für das Beste Szenenbild (Andreas Sobotka und Martin Reiter)[19][20]

Festival Internacional de Cine de San Sebastián 2018
- Nominierung für die Goldene Muschel (Markus Schleinzer)[21]

Filmfest München 2019
- Nominierung für den CineVision Award

International Istanbul Film Festival 2019
- Nominierung im Human Rights Competition[22]

Österreichischer Filmpreis 2019
- Nominierung als Bester Spielfilm

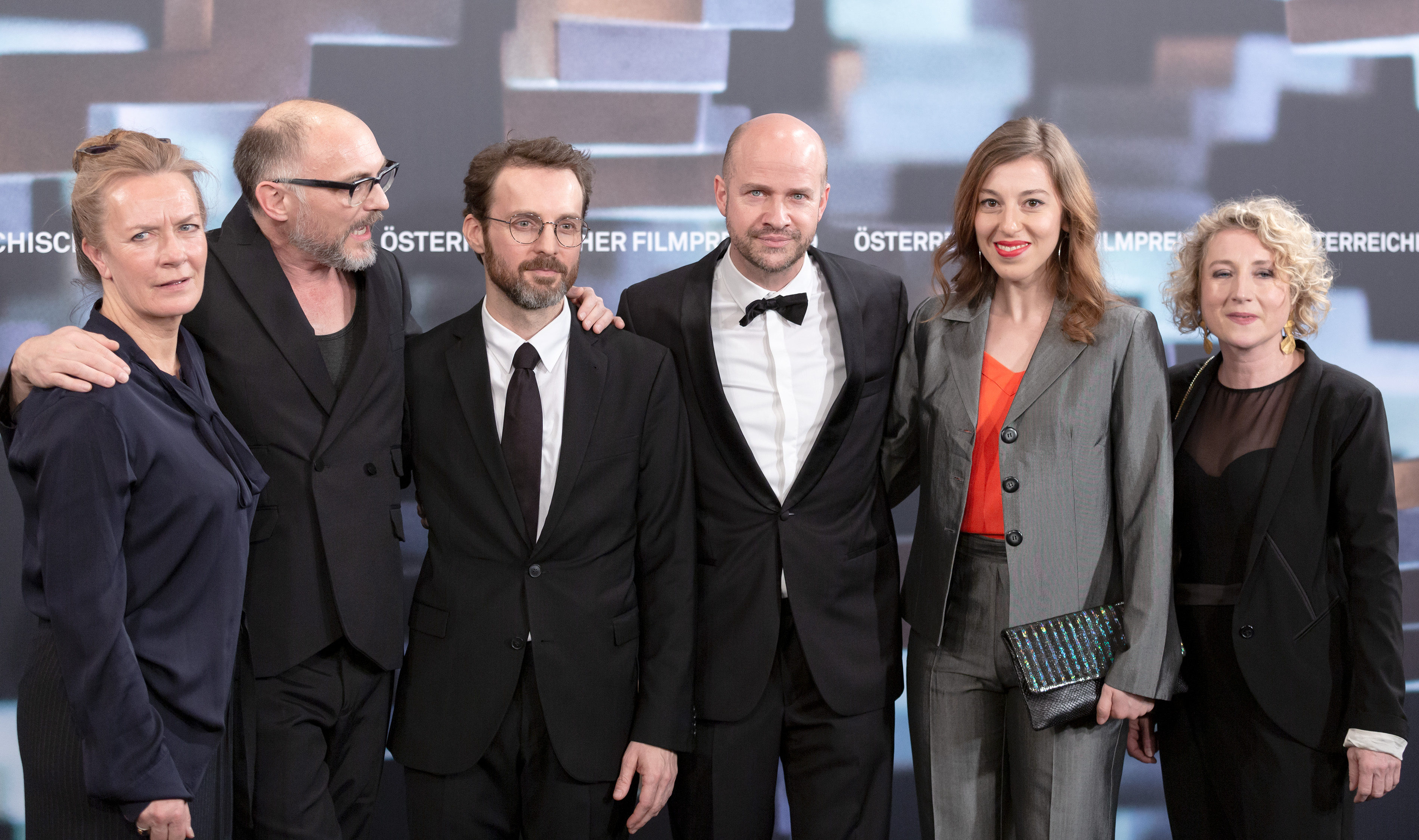
V. l. n. r.: Anette Keiser, Markus Schleinzer, Gerald Kerkletz, Lukas Miko, Larisa Faber und Tanja Hausner (Österreichischer Filmpreis 2019)

- Nominierung für die Beste Regie (Markus Schleinzer)
- Nominierung für das Beste Drehbuch (Markus Schleinzer und Alexander Brom)
- Nominierung für die Beste Kamera (Gerald Kerkletz)
- Auszeichnung für das Beste Kostümbild (Tanja Hausner)
- Auszeichnung für die Beste Maske (Anette Keiser)
- Auszeichnung für das Beste Szenenbild (Andreas Sobotka und Martin Reiter)

Toronto International Film Festival 2018
- Nominierung für den Platform Prize (Markus Schleinzer)

Zurich Film Festival 2018
- Nominierung im Wettbewerb der Sektion „Fokus Schweiz, Deutschland, Österreich“ (Markus Schleinzer)[23]